# Rouvres-la-Chétive
Rouvres-la-Chétive é uma comuna francesa na região administrativa de Grande Leste, no departamento de Vosges. Estende-se por uma área de 11,33 km². Em 2010 a comuna tinha 457 habitantes (densidade: 40,3 hab./km²).